# بوب هارفي (لاعب كرة قاعدة)
بوب هارفي (بالإنجليزية: Bob Harvey)‏ هو لاعب كرة قاعدة أمريكي، ولد في 28 مايو 1918 في سانت مايكلز في الولايات المتحدة، وتوفي في 27 يونيو 1992 في مونتكلير ‏ في الولايات المتحدة.